# Makana
Makana est une municipalité locale située dans le district de Sarah Baartman, dans la province du Cap oriental, en Afrique du Sud. En 2011, sa population est de 80 390 habitants.

## Localités
| Localités     | Code   | Population | Superficie (km2) | Langue maternelle dominante |
| ------------- | ------ | ---------- | ---------------- | --------------------------- |
| Alicedale     | 264005 | 1 932      | 3,9              | Afrikaans                   |
| Grahamstown   | 264004 | 50 217     | 62,7             | IsiXhosa                    |
| KwaNonzwakazi | 264006 | 1 940      | 0,8              | IsiXhosa                    |
| Rhini         | 264003 | 17 047     | 2,4              | IsiXhosa                    |
| Riebeek East  | 264001 | 753        | 22,5             | IsiXhosa                    |
| Sidbury       | 264007 | 115        | 7,9              | IsiXhosa                    |
| Zones rurales | 264002 | 8 386      | 4 275,5          | IsiXhosa                    |
| Total         | Total  | 80 390     | 4 375,6          | IsiXhosa                    |

## Liste des maires
- Mzukisi Mpahlwa (ANC), de 1995 à 1997
- Likhaya Ngqezana (ANC), de 1999 à 2000
- Ndileka Velezantsi (ANC), de septembre à décembre 2000
- Vumile Lwana (ANC), de 2000 à 2006
- Pumelelo Kate (ANC), de 2006 à 2009
- Vumile Lwana (ANC), de 2009 à 2011
- Zamuxolo Peter (ANC), de 2011 à 2015
- Nomhle Gaga (ANC), d'août 2015 à décembre 2018
- Mzukisi Mpahlwa (ANC), depuis décembre 2018